# Alan Marangoni
Alan Marangoni é um ciclista italiano. Nasceu em Lugo (província de Ravena), a 16 de julho de 1984.
Foi profissional desde 2009, quando estreiou com a equipa CSF Group-Navigare, até 2018. Em 2011 alinhou pela equipa italiana Liquigas-Cannondale, equipa no que permaneceu até 2014.

## Palmarés
2006
- Memorial Davide Fardelli

2008
- 1 etapa do Giro do Friuli Venezia Giulia

2011
- 3º no Campeonato da Itália Contrarrelógio

2014
- 3º no Campeonato da Itália Contrarrelógio

2018
- Tour de Okinawa

## Resultados nas Grandes Voltas
| Carreira        | 2009 | 2010 | 2011 | 2012 | 2013 | 2014 | 2015 | 2016 | 2017 | 2018 |
| --------------- | ---- | ---- | ---- | ---- | ---- | ---- | ---- | ---- | ---- | ---- |
| Giro d'Italia   | -    | 107º | 142º | -    | 114º | 137º | 131º | -    | -    | -    |
| Tour de France  | -    | -    | -    | -    | 111º | -    | -    | -    | -    | -    |
| Volta a Espanha | -    | -    | 138º | -    | -    | -    | -    | -    | -    | -    |

-: não participa

Ab.: abandono

## Equipas
- CSF Group-Navigare/Colnago (2009-2010)
  - CSF Group-Navigare (2009)
  - Colnago-CSF Inox (2010)
- Liquigas/Cannondale (2011-2014)
  - Liquigas-Cannondale (2011-2012)
  - Cannondale Pro Cycling (2013)
  - Cannondale (2014)
- Cannondale (2015-2016)
  - Team Cannondale-Garmin (2015)
  - Cannondale Pro Cycling Team (2016)
- Nippo-Vini Fantini (2017-2018)
  - Nippo-Vini Fantini (2017)
  - Nippo-Vini Fantini-Europa Ovini (2018)